# Křesetice
Obec Křesetice (německy Kresetitz) se nachází asi dva kilometry jižně od Kutné Hory v okrese Kutná Hora ve Středočeském kraji. Žije zde 741 obyvatel. Součástí obce jsou i vesnice Bykáň, Chrást a Krupá. Na západním okraji Křesetic pramení potok Křenovka, který je levostranným přítokem řeky Klejnárky.

## Historie
První písemná zmínka o vesnici pochází z roku 1352.

### Územněsprávní začlenění
Dějiny územněsprávního začleňování zahrnují období od roku 1850 do současnosti. V chronologickém přehledu je uvedena územně administrativní příslušnost obce v roce, kdy ke změně došlo:
- 1850 země česká, kraj Pardubice, politický i soudní okres Kutná Hora[5]
- 1855 země česká, kraj Čáslav, soudní okres Kutná Hora
- 1868 země česká, politický i soudní okres Kutná Hora
- 1939 země česká, Oberlandrat Kolín, politický i soudní okres Kutná Hora[6]
- 1942 země česká, Oberlandrat Praha, politický i soudní okres Kutná Hora[7]
- 1945 země česká, správní i soudní okres Kutná Hora[8]
- 1949 Pražský kraj, okres Kutná Hora[9]
- 1960 Středočeský kraj, okres Kutná Hora
- 2003 Středočeský kraj, obec s rozšířenou působností Kutná Hora

### Rok 1932
V obci Křesetice (699 obyvatel, poštovní úřad, telegrafní úřad, telefonní úřad) byly v roce 1932 evidovány tyto živnosti a obchody: lékař, 3 obchody s dobytkem, družstvo pro rozvod elektrické energie v Křeseticích, holič, 4 hostince, 2 koláři, 2 kováři, 5 krejčí, mlýn, 4 obuvníci, 4 obchody s ovocem, pekař, 2 sklady piva, porodní asistentka, 2 rolníci, 4 řezníci, 2 sedláři, sladovna, 4 obchody se smíšeným zbožím, spořitelní a záložní spolek pro Křesetice, 2 trafiky, 2 truhláři, zámečník.

## Pamětihodnosti
- Na jihovýchodním okraji návsi stojí křesetický zámek využívaný jako sídlo obecního úřadu.
- Kostel svaté Markéty
- Socha svaté Barbory
- Socha svatého Šebestiána
- Socha svatého Václava na kraji obce

## Rodáci
- Jan Miloslav Haněl (1808–1883), lékař a národní buditel
- Oldřich Lajsek (1925–2001), český malíř

## Doprava
Dopravní síť
- Pozemní komunikace – Obcí prochází silnice II/337 Uhlířské Janovice - Malešov - Křesetice - Čáslav - Ronov nad Doubravou.
- Železnice – v místní části Bykáň se nachází železniční zastávka na trati 235 mezi Kutnou Horou a Zručí nad Sázavou.

Veřejná doprava 2024
- Autobusová doprava  (2024)– Z obce vedly autobusové linky např. do těchto cílů: Čáslav, Červené Janovice, Kutná Hora,  (linky PID)